# Seth Neddermeyer
Seth Henry Neddermeyer (16 septembre 1907 à Richmond (Michigan) - 29 janvier 1988 à Seattle (Washington)) était un physicien américain qui travailla pour le Projet Manhattan lors de la Seconde Guerre mondiale. Il fut l'élève de Carl Anderson au Caltech, avec qui en 1936, il contribua à la découverte des muons. 

## Projet Manhattan
Lors de ses travaux à Los Alamos, Neddermeyer est l'un des premiers partisans du développement de la technique d'implosion destinée à obtenir la masse critique dans une bombe atomique. Alors que l'implosion avait déjà été suggérée par Richard Tolman en 1942, puis présentée aux scientifiques de Los Alamos par Robert Serber, Neddermeyer fut le premier à soutenir cette technique. Ne trouvant tout d'abord aucun soutien de la part de ses collègues de Los Alamos, Neddermeyer présente la première analyse technique substantielle concernant l'implosion à la fin avril 1943. Bien que cela n'impressionne que très peu ses collègues, Robert Oppenheimer nomme Neddermeyer à la tête du groupe de recherche sur les tests d'implosion. Neddermeyer démarre alors une série intensive d'expériences sur les implosions cylindriques.  
Néanmoins, des problèmes dans l'uniformité de l'onde de choc, qui semblent insolubles, font vaciller les progrès attendus de la technique de l'implosion. À la demande de James Conant, Oppenheimer, adjoint George Kistiakowsky (qui est un spécialiste de l'utilisation des explosifs de précision) au groupe de recherche en janvier 1944. À la mi-juin 1944 un rapport de Kistiakowsky à Oppenheimer concernant des dysfonctionnements dans le groupe implosion conduisent à l'éviction de Neddermeyer et à son remplacement par Kistiakowsky. On dit que Neddermeyer en fut très affecté.
C'est ainsi que d'autres comme Kistiakowsky (qui apporta son savoir en matière d'explosif militaires), John von Neumann (qui contribua à élaborer un modèle mathématique des charges destinées à créer une implosion réellement sphérique) et Edward Teller (qui apporta ses connaissances sur la compressibilité des métaux), furent amenés à achever cette tâche. La méthode de l'implosion, prônée par Neddermeyer fut utilisée dans la première bombe atomique à avoir explosé (Trinity test), la Fat Man qui fut lâchée sur Nagasaki et la plupart des bombes modernes.

## Récompense
En 1982, Seth Neddermeyer reçu le Prix Enrico Fermi pour sa participation à la découverte du positron, pour celle dans la découverte du muon, la première des particules subatomiques; pour ses travaux sur la technique d'implosion pour les bombes atomiques et pour son ingéniosité, sa prévoyance et sa persévérance à trouver des solutions à des problèmes qui semblaient à priori insolubles.

## Publications (choisies)
- Scattering of High-Energy Positive and Negative Muons on Electrons ; Thomas B. Kirk et Seth H. Neddermeyer ; Physical Review 171, 1412 (1968)
- Cloud-Chamber Study of Hard Collisions of Cosmic-Ray Muons with Electrons ; R. F. Deery et S. H. Neddermeyer ; Physical Review 121, 1803 (1961)
- The Penetrating Cosmic-Ray Particles ; Physical Review 53, 102 (1938)
- Positrons from Gamma-Rays ; Carl D. Anderson et Seth H. Neddermeyer ; Physical Review 43, 1034 (1933)